# Числовая последовательность

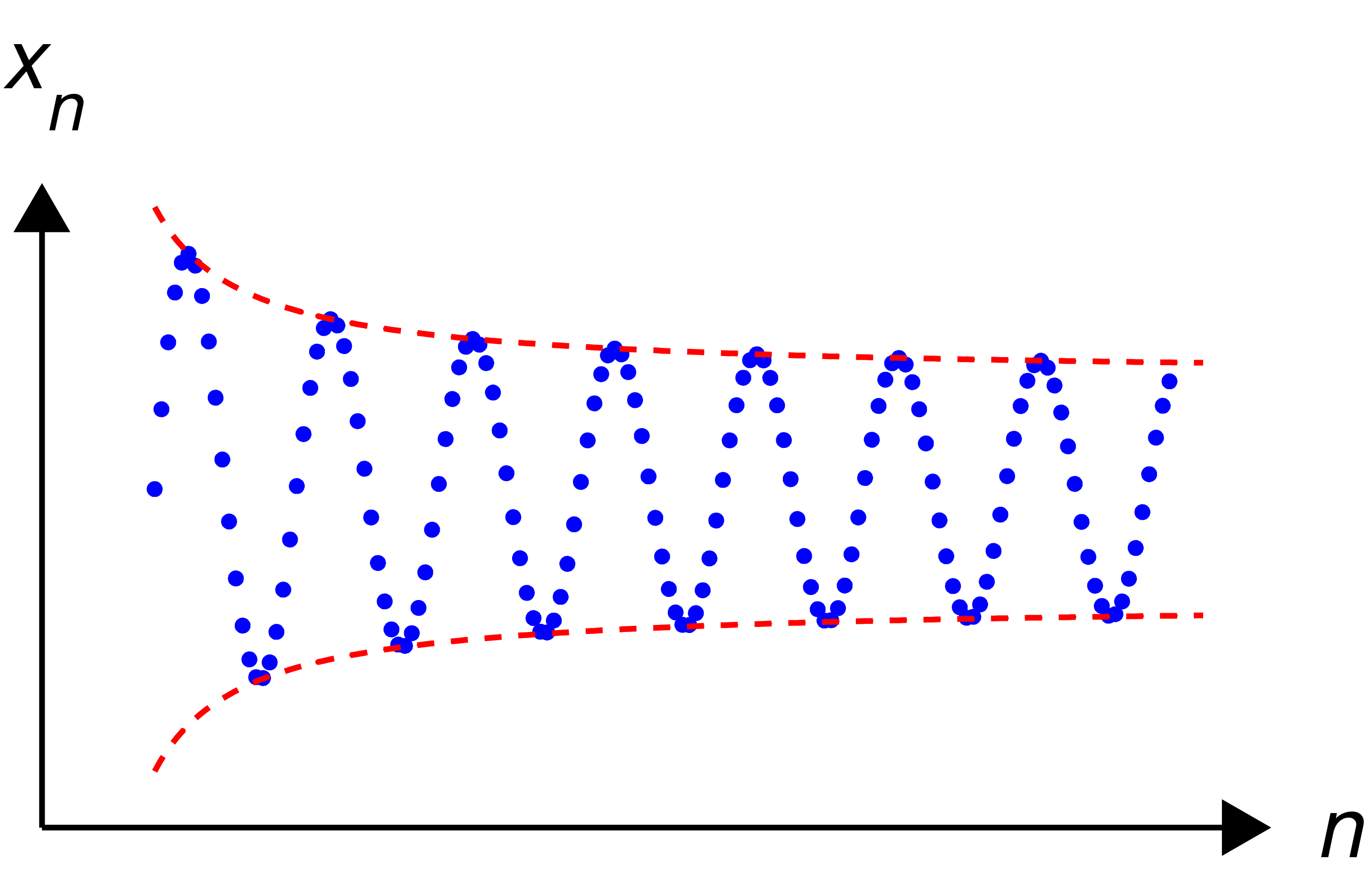
Последовательность

Числовая последовательность (ранее в русскоязычной математической литературе встречался термин вариа́нта, принадлежащий Ш. Мерэ) — это последовательность чисел, или перенумерованное множество чисел. Каждое число такого множества называется членом последовательности соответствующего номера.
Числовые последовательности являются одним из основных объектов рассмотрения в математическом анализе.

## Определение
Пусть {\displaystyle X} — это либо множество вещественных чисел {\displaystyle \mathbb {R} }, либо множество комплексных чисел {\displaystyle \mathbb {C} }. Тогда последовательность {\displaystyle (x_{n})_{n=1}^{\infty }} элементов множества {\displaystyle X} называется числовой последовательностью.

## Примеры
- Функция {\displaystyle \left((-1)^{n}\right)_{n=1}^{\infty }} является бесконечной последовательностью целых чисел. Элементы этой последовательности начиная с первого имеют вид {\displaystyle \langle -1,1,-1,1,-1,\ldots \rangle }.
- Функция {\displaystyle (1/n)_{n=1}^{\infty }} является бесконечной последовательностью рациональных чисел. Элементы этой последовательности начиная с первого имеют вид {\displaystyle \langle 1,1/2,1/3,1/4,1/5,\ldots \rangle }.

## Операции над последовательностями
На множестве всех последовательностей элементов множества {\displaystyle X} можно определить арифметические и другие операции, если таковые определены на множестве {\displaystyle X}. Такие операции обычно определяют естественным образом, то есть поэлементно.
| Пусть на множестве {\displaystyle X} определена {\displaystyle N}-арная операция {\displaystyle f}: {\displaystyle f\colon X^{N}\rightarrow X} Тогда для элементов {\displaystyle x_{1}=(x_{1n})_{n=1}^{\infty }}, {\displaystyle x_{2}=(x_{2n})_{n=1}^{\infty }}, …, {\displaystyle x_{N}=(x_{Nn})_{n=1}^{\infty }} множества всех последовательностей элементов множества {\displaystyle X} операция {\displaystyle f} будет определяться следующим образом: {\displaystyle f\left(x_{1},x_{2},\cdots ,x_{N}\right)=(f\left(x_{1n},x_{2n},\cdots ,x_{Nn}\right))_{n=1}^{\infty }} |

Например, так определяются арифметические операции для числовых последовательностей.
Суммой числовых последовательностей {\displaystyle (x_{n})} и {\displaystyle (y_{n})} называется числовая последовательность {\displaystyle (z_{n})} такая, что {\displaystyle z_{n}=x_{n}+y_{n}}
Разностью числовых последовательностей {\displaystyle (x_{n})} и {\displaystyle (y_{n})} называется числовая последовательность {\displaystyle (z_{n})} такая, что {\displaystyle z_{n}=x_{n}-y_{n}}.
Произведением числовых последовательностей {\displaystyle x_{n}} и {\displaystyle y_{n}} называется числовая последовательность {\displaystyle (z_{n})} такая, что {\displaystyle z_{n}=x_{n}\cdot y_{n}}.
Частным числовой последовательности {\displaystyle x_{n}} и числовой последовательности {\displaystyle y_{n}}, все элементы которой отличны от нуля, называется числовая последовательность {\displaystyle z_{n}=\left({\frac {x_{n}}{y_{n}}}\right)_{n=1}^{\infty }}. Если в последовательности {\displaystyle y_{n}} на позиции {\displaystyle k\neq 1} всё же имеется нулевой элемент, то результат деления на такую последовательность всё равно может быть определён, как последовательность {\displaystyle z_{n}=\left({\frac {x_{n}}{y_{n}}}\right)_{n=1}^{k-1}}.
Конечно, арифметические операции могут быть определены не только на множестве числовых последовательностей, но и на любых множествах последовательностей элементов множеств, на которых определены арифметические операции, будь то поля или даже кольца.

## Подпоследовательности
Подпоследовательность последовательности {\displaystyle (x_{n})} — это последовательность {\displaystyle (x_{n_{k}})}, где {\displaystyle (n_{k})} — возрастающая последовательность элементов множества натуральных чисел.
Иными словами, подпоследовательность получается из последовательности удалением конечного или счётного числа элементов.

### Примеры
- Последовательность простых чисел является подпоследовательностью последовательности натуральных чисел.
- Последовательность натуральных чисел, кратных 12, является подпоследовательностью последовательности чётных натуральных чисел.

### Свойства
- Всякая последовательность является своей подпоследовательностью.
- Для всякой подпоследовательности {\displaystyle (x_{k_{n}})} верно, что {\displaystyle \forall n\in \mathbb {N} \colon k_{n}\geqslant n}.
- Подпоследовательность сходящейся последовательности сходится к тому же пределу, что и исходная последовательность.
- Если все подпоследовательности некоторой исходной последовательности сходятся, то их пределы равны.
- Любая подпоследовательность бесконечно большой последовательности также является бесконечно большой.
- Из любой неограниченной числовой последовательности можно выделить бесконечно большую подпоследовательность, все элементы которой имеют определённый знак.
- Из любой числовой последовательности можно выделить либо сходящуюся подпоследовательность, либо бесконечно большую подпоследовательность, все элементы которой имеют определённый знак.

## Предельная точка последовательности
Предельная точка последовательности — это точка, в любой окрестности которой содержится бесконечно много элементов этой последовательности. Для сходящихся числовых последовательностей предельная точка совпадает с пределом.

## Предел последовательности
Предел последовательности — это объект, к которому члены последовательности приближаются с ростом номера. Так в произвольном топологическом пространстве пределом последовательности называется элемент, в любой окрестности которого лежат все члены последовательности, начиная с некоторого. В частности, для числовых последовательностей предел — это число, в любой окрестности которого лежат все члены последовательности начиная с некоторого.
Частичный предел последовательности — это предел одной из её подпоследовательностей. У сходящихся числовых последовательностей он всегда совпадает с обычным пределом.
Верхний предел последовательности — это наибольшая предельная точка этой последовательности.
Нижний предел последовательности — это наименьшая предельная точка этой последовательности.

## Некоторые виды последовательностей
- Стационарная (постоянная) последовательность — это последовательность, все члены которой, начиная с некоторого, равны.
{\displaystyle (x_{n})} стационарная {\displaystyle \Leftrightarrow \left(\exists N\in \mathbb {N} ~\forall i,j\in \mathbb {N} \colon \left(i\geqslant N\right)\land \left(j\geqslant N\right)\Rightarrow \left(x_{i}=x_{j}\right)\right)}.
- Переменная последовательность — это последовательность, где имеется хотя бы два различных члена. Переменная последовательность может быть трёх видов: возрастающая, убывающая либо колеблющаяся[3].
- Конечная последовательность — это последовательность, где есть последний член.
- Бесконечная последовательность — это последовательность, где нет последнего члена.

### Ограниченные и неограниченные последовательности
В предположении о линейной упорядоченности множества {\displaystyle X} элементов последовательности можно ввести понятия ограниченных и неограниченных последовательностей.
- Ограниченная сверху последовательность — это последовательность элементов множества {\displaystyle X}, все члены которой не превышают некоторого элемента. Этот элемент называется верхней гранью данной последовательности.
{\displaystyle (x_{n})} ограниченная сверху {\displaystyle \Leftrightarrow \exists M\in X~\forall n\in \mathbb {N} \colon x_{n}\leqslant M}.
- Ограниченная снизу последовательность — это последовательность элементов множества {\displaystyle X}, для которой найдётся элемент, не превышающий всех её членов. Этот элемент называется нижней гранью данной последовательности.
{\displaystyle (x_{n})} ограниченная снизу {\displaystyle \Leftrightarrow \exists m\in X~\forall n\in \mathbb {N} \colon x_{n}\geqslant m}.
- Ограниченная последовательность (ограниченная с обеих сторон последовательность) — это последовательность, ограниченная и сверху, и снизу.
{\displaystyle (x_{n})} ограниченная {\displaystyle \Leftrightarrow \exists m,M\in X~\forall n\in \mathbb {N} \colon m\leqslant x_{n}\leqslant M}.
- Неограниченная последовательность — это последовательность, которая не является ограниченной.
{\displaystyle (x_{n})} неограниченная {\displaystyle \Leftrightarrow \forall m,M\in X~\exists n\in \mathbb {N} \colon \left(x_{n}<m\right)\lor \left(x_{n}>M\right)}.

#### Критерий ограниченности числовой последовательности
Числовая последовательность является ограниченной тогда и только тогда, когда существует такое число, что модули всех членов последовательности не превышают его.
{\displaystyle (x_{n})} ограниченная {\displaystyle \Leftrightarrow \exists A\in \mathbb {R} ~\forall n\in \mathbb {N} \colon |x_{n}|\leqslant A}.

#### Свойства ограниченных последовательностей
- Ограниченная сверху числовая последовательность имеет бесконечно много верхних граней.
- Ограниченная снизу числовая последовательность имеет бесконечно много нижних граней.
- Ограниченная последовательность имеет по крайней мере одну предельную точку.
- У ограниченной последовательности существуют верхний и нижний пределы.
- Для любого наперёд взятого положительного числа {\displaystyle \varepsilon } все элементы ограниченной числовой последовательности {\displaystyle \left(x_{n}\right)_{n=1}^{\infty }}, начиная с некоторого номера, зависящего от {\displaystyle \varepsilon }, лежат внутри интервала {\displaystyle \left(\varliminf _{n\to \infty }x_{n}-\varepsilon ,\varlimsup _{n\to \infty }x_{n}+\varepsilon \right)}.
- Если за пределами интервала {\displaystyle \left(a,b\right)} лежит лишь конечное число элементов ограниченной числовой последовательности {\displaystyle \left(x_{n}\right)_{n=1}^{\infty }}, то интервал {\displaystyle \left(\varliminf _{n\to \infty }x_{n},\varlimsup _{n\to \infty }x_{n}\right)} содержится в интервале {\displaystyle \left(a,b\right)}.
- Справедлива теорема Больцано — Вейерштрасса. Из любой ограниченной последовательности можно выделить сходящуюся подпоследовательность.

### Бесконечно большие и бесконечно малые последовательности
- Бесконечно малая последовательность — это последовательность, предел которой равен нулю.
- Бесконечно большая последовательность — это последовательность, предел которой равен бесконечности.

#### Свойства бесконечно малых последовательностей
Бесконечно малые последовательности отличаются целым рядом замечательных свойств, которые активно используются в математическом анализе, а также в смежных с ним и более общих дисциплинах.
- Сумма двух бесконечно малых последовательностей сама также является бесконечно малой последовательностью.
- Разность двух бесконечно малых последовательностей сама также является бесконечно малой последовательностью.
- Алгебраическая сумма любого конечного числа бесконечно малых последовательностей сама также является бесконечно малой последовательностью.
- Произведение ограниченной последовательности на бесконечно малую последовательность есть бесконечно малая последовательность.
- Произведение любого конечного числа бесконечно малых последовательностей есть бесконечно малая последовательность.
- Любая бесконечно малая последовательность ограничена.
- Если стационарная последовательность является бесконечно малой, то все её элементы, начиная с некоторого, равны нулю.
- Если вся бесконечно малая последовательность состоит из одинаковых элементов, то эти элементы — нули.
- Если {\displaystyle (x_{n})} — бесконечно большая последовательность, не содержащая нулевых членов, то существует последовательность {\displaystyle (1/x_{n})}, которая является бесконечно малой. Если же {\displaystyle (x_{n})} всё же содержит нулевые элементы, то последовательность {\displaystyle (1/x_{n})} всё равно может быть определена, начиная с некоторого номера {\displaystyle n}, и всё равно будет бесконечно малой.
- Если {\displaystyle (\alpha _{n})} — бесконечно малая последовательность, не содержащая нулевых членов, то существует последовательность {\displaystyle (1/\alpha _{n})}, которая является бесконечно большой. Если же {\displaystyle (\alpha _{n})} всё же содержит нулевые элементы, то последовательность {\displaystyle (1/\alpha _{n})} всё равно может быть определена, начиная с некоторого номера {\displaystyle n}, и всё равно будет бесконечно большой.

### Сходящиеся и расходящиеся последовательности
- Сходящаяся последовательность — это последовательность элементов множества {\displaystyle X}, имеющая предел в этом множестве.
- Расходящаяся последовательность — это последовательность, не являющаяся сходящейся.

#### Свойства сходящихся последовательностей
- Всякая бесконечно малая последовательность является сходящейся. Её предел равен нулю.
- Удаление любого конечного числа элементов из бесконечной последовательности не влияет ни на сходимость, ни на предел этой последовательности.
- Любая сходящаяся последовательность элементов хаусдорфова пространства имеет только один предел.
- Любая сходящаяся последовательность ограничена. Однако не любая ограниченная последовательность сходится.
- Последовательность сходится тогда и только тогда, когда она является ограниченной и при этом её верхний и нижний пределы совпадают.
- Если последовательность {\displaystyle (x_{n})} сходится, но не является бесконечно малой, то, начиная с некоторого номера, определена последовательность {\displaystyle (1/x_{n})}, которая является ограниченной.
- Сумма сходящихся последовательностей также является сходящейся последовательностью.
- Разность сходящихся последовательностей также является сходящейся последовательностью.
- Произведение сходящихся последовательностей также является сходящейся последовательностью.
- Частное двух сходящихся последовательностей определено, начиная с некоторого элемента, если только вторая последовательность не является бесконечно малой. Если частное двух сходящихся последовательностей определено, то оно представляет собой сходящуюся последовательность.
- Если сходящаяся последовательность ограничена снизу, то никакая из её нижних граней не превышает её предела.
- Если сходящаяся последовательность ограничена сверху, то её предел не превышает ни одной из её верхних граней.
- Если для любого номера члены одной сходящейся последовательности не превышают члены другой сходящейся последовательности, то и предел первой последовательности также не превышает предела второй.
- Если все элементы некоторой последовательности, начиная с некоторого номера, лежат на отрезке между соответствующими элементами двух других сходящихся к одному и тому же пределу последовательностей, то и эта последовательность также сходится к такому же пределу.
- Любую сходящуюся последовательность {\displaystyle (x_{n})} можно представить в виде {\displaystyle (x_{n})=(a+\alpha _{n})}, где {\displaystyle a} — предел последовательности {\displaystyle (x_{n})}, а {\displaystyle \alpha _{n}} — некоторая бесконечно малая последовательность.
- Всякая сходящаяся последовательность является фундаментальной. При этом фундаментальная числовая последовательность всегда сходится (как и любая фундаментальная последовательность элементов полного пространства).

### Монотонные последовательности
Монотонная последовательность — это невозрастающая, либо неубывающая последовательность. При этом предполагается, что на множестве, из которого берутся элементы последовательности, введено отношение порядка.

### Фундаментальные последовательности
Фундаментальная последовательность (сходящаяся в себе последовательность, последовательность Коши) — это последовательность элементов метрического пространства, в которой для любого наперёд заданного расстояния найдётся такой элемент, расстояние от которого до любого из следующих за ним элементов не превышает заданного. Для числовых последовательностей понятия фундаментальной и сходящейся последовательностей эквивалентны, однако в общем случае это не так.